# Franz Wanka

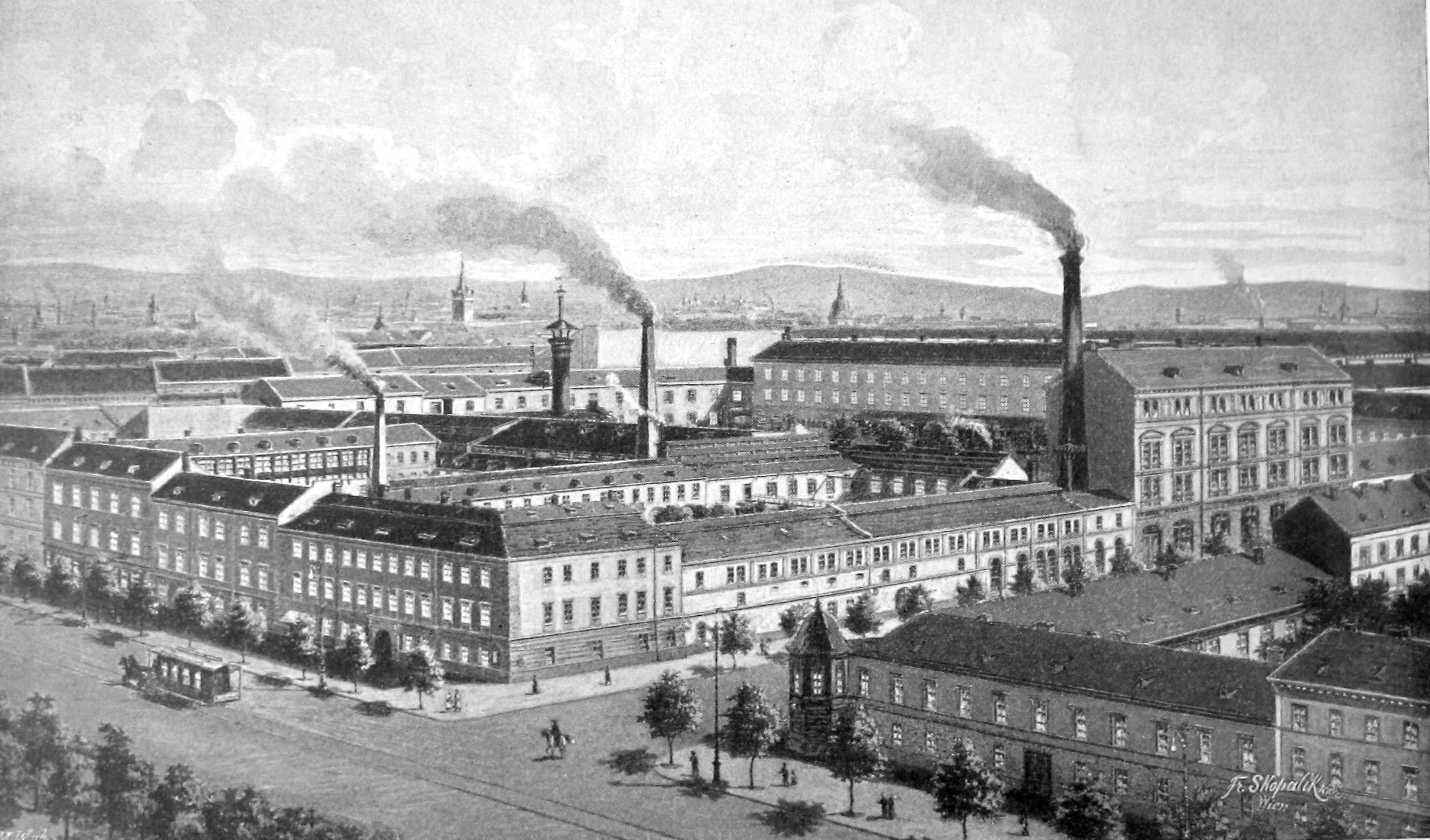
Die Brauerei Franz Wanka bei Prag (um 1900)

Die k.u.k. Hof-Bierbrauerei Franz Wanka war eine bedeutende Brauerei in Prag während der k.u.k. Monarchie.

## Geschichte
Das Unternehmen wurde 1805 von Franz Laurenz Wanka gegründet und befand sich im Laufe mehrerer Generationen im Familienbesitz. Aufgrund ihres Sinnes für fortschrittliche Neuerungen auf dem Gebiete der Brautechnik wurden sie sehr erfolgreich.
Der Gründer der Brauerei starb 1838, worauf das Brauhaus auf seinen Sohn Franz Wanka überging. Dieser brachte 1846 zuerst die Dampfkochung unter der Pfanne zur Anwendung, was zu der Zeit etwas Neues und Unerprobtes war. Franz Wanka bezog den ersten Dampfkessel aus England und seine Brauerei war im wahren Sinne des Wortes die erste Dampfbrauerei in Böhmen. Anfang der 1840er Jahre führte er mit dem ihm befreundeten bayerischen Brauer und Fachschriftsteller Philipp Heiss die Unterzeuggärung ein. Die Hof-Bierbrauerei war somit die erste Brauerei nicht nur in Prag, sondern in ganz Böhmen, welche untergärige Biere zu brauen anfing. Dies war eine Neueinführung, welche für die zunehmende Entfaltung des österreichischen Großbetriebes in der Bierherstellung von großem Einfluss und Wert war.
Es war der Enkel des Gründers und Sohn von Franz Wanka, ebenfalls mit Franz Wanka als Namen, der das Unternehmen zu großer Blüte führte. Nach Beendigung seiner Studien praktizierte er ein Jahr in der Brauerei seines Vaters, dann längere Zeit in Hütteldorf bei Wien, ferne bei Pschorr und Sedlmayer in München. Nachdem er so die wichtigsten Braumethoden theoretisch und praktisch eingehend kennengelernt hatte, begab er sich auf Reisen, um auch das Brauwesen fremder Länder zu studieren. Zunächst bereiste er Frankreich und hielt sich dann längere Zeit in London, Belgien und anderen Stätten der Bier-Industrie auf.
1860 übernahm Franz Wanka die Leitung des väterlichen Unternehmens und behielt dieselbe bis zu seinem Tod am 31. Oktober 1892. Durch seine Tätigkeit und Energie brachte er die Brauerei auf einer hohen Stufe der Entwicklung. Er war der Erste, der seine Brauerei vollständig auf Maschinenbetrieb einrichtete. Alle wichtigen und bewährten Neuerungen, die im Laufe der Jahre auf brautechnischem Felde auftauchten, machte er seinem Betriebe dienstbar. In der Mälzerei führte er bereits 1860 Doppeldarren ein, 1873 wurden neue Kellerbauten ausgeführt.
Als Erbe fortschrittlicher Familientraditionen war Franz Wanka stets in der ersten Reihe jener Männer zu finden, die für die Interessen der heimischen Brau-Industrie stritten. Sein Name stand neben jenen von J. M. Schary und Ferdinand Urban an der Spitze der Monstrepetition der Brauer Böhmens, welche am 3. Juli 1867 dem Reichsrat unterbreitet wurde und die in der Bitte um die Einführung der Malzsteuer gipfelte.
In der ungefähren Zeit von 1870 bis 1900 war die jährliche Bierproduktion der k.u.k. Hof-Bierbrauerei in Prag von 10.000 Hektoliter auf circa 60.000 Hektoliter angestiegen. Hand in Hand ging damit eine stetige Erweiterung der Betriebsanlagen, bis sie zu einem Komplex von Gebäuden angewachsen war.
Das Gesamtareal betrug an die 2.000 Quadratklafter Fläche. In der Stefansgasse stand die groß angelegte und elegante Repräsentation der k.u.k. Hof-Brauerei, wo dreimal wöchentlich vollständige Militärkapellen Konzerte ausführten. Um 1898 beschäftigte die Brauerei sechs Beamte, 35 Arbeiter und acht Lehrlinge. Sie erzeugte Schankbier, Lagerbier, Bockbier und Exportbier. Die Produkte wurden auf allen Ausstellungen, an welchen die Hof-Bierbrauerei teilnahm, nämlich in Paris 1855, Wien 1856 und London 1862 prämiert. Der Ruf der Brauerei war weit bekannt, und eine große Anzahl von Personen der Brauwelt waren teils als Praktikanten, auf Besuch oder zur Besichtigung der Einrichtungen, sowie zur Lehre des Brauverfahrens dort tätig. 
Nach Franz Wankas Tod wurden sein Sohn Dr. J.U. Franz Wanka und die Töchter Isabella Brosche und Adele Geitler von Armingen die Inhaber. Adele Geitler von Armingen wurde zur k.u.k. Hoflieferantin ernannt. Das Haus »Zum Primas« (U Primasů) stand am Prager Wenzelsplatz. Es schloss im Jahre 1924.